# Дамфріс (Вірджинія)
Дамфріс (англ. Dumfries) — місто (англ. town) в США, в окрузі Принс-Вільям штату Вірджинія. Населення — 5679 осіб (2020).

## Географія
Дамфріс розташований за координатами 38°34′2″ пн. ш. 77°19′21″ зх. д. / 38.56722° пн. ш. 77.32250° зх. д. (38.567348, -77.322421). За даними Бюро перепису населення США в 2010 році місто мало площу 4,05 км², з яких 4,00 км² — суходіл та 0,05 км² — водойми.

## Демографія
Згідно з переписом 2010 року, у місті мешкала 4961 особа в 1531 домогосподарстві у складі 1146 родин. Густота населення становила 1226 осіб/км². Було 1689 помешкань (417/км²).
Расовий склад населення:
| - 39,5 % — білих - 35,1 % — чорних або афроамериканців - 4,3 % — азіатів - 1,5 % — корінних американців - 0,1 % — вихідців з тихоокеанських островів - 13,2 % — осіб інших рас |

До двох чи більше рас належало 6,3 %. Частка іспаномовних становила 26,8 % від усіх жителів.
За віковим діапазоном населення розподілялося таким чином: 30,6 % — особи молодші 18 років, 63,4 % — особи у віці 18—64 років, 6,0 % — особи у віці 65 років та старші. Медіана віку мешканця становила 30,3 року. На 100 осіб жіночої статі у місті припадало 96,5 чоловіків; на 100 жінок у віці від 18 років та старших — 92,5 чоловіків також старших 18 років.
Середній дохід на одне домашнє господарство становив 72 055 доларів США (медіана — 60 956), а середній дохід на одну сім'ю — 74 997 доларів (медіана — 62 118). Медіана доходів становила 45 453 долари для чоловіків та 35 332 долари для жінок. За межею бідності перебувало 15,8 % осіб, у тому числі 27,1 % дітей у віці до 18 років та 6,4 % осіб у віці 65 років та старших.
Цивільне працевлаштоване населення становило 2469 осіб. Основні галузі зайнятості: освіта, охорона здоров'я та соціальна допомога — 17,3 %, роздрібна торгівля — 16,4 %, мистецтво, розваги та відпочинок — 14,9 %.